# 查普林 (肯塔基州)
查普林（英語：Chaplin）是位於美國肯塔基州納爾遜縣的一個人口普查指定地區。

## 人口
根據2020年美國人口普查的數據，查普林的面積為3.63平方千米，當中陸地面積為3.58平方千米，而水域面積為0.05平方千米。當地共有人口440人，而人口密度為每平方千米121.21人。